# Gumåsviken
Gumåsviken är en sjö i Kramfors kommun i Ångermanland och ingår i Ångermanälven-Gådeåns kustområde. Sjön har en area på 0,227 kvadratkilometer och ligger 1,2 meter över havet.

## Delavrinningsområde
Gumåsviken ingår i det delavrinningsområde (698102-160137) som SMHI kallar för Rinner mot Kramforsfjärden sek namn. Medelhöjden är 26 meter över havet och ytan är 8,03 kvadratkilometer. Det finns inga avrinningsområden uppströms utan avrinningsområdet är högsta punkten. Avrinningsområdets utflöde mynnar i havet, utan att ha någon enskild mynningsplats. Avrinningsområdet består mestadels av skog (17 procent) och öppen mark (14 procent). Avrinningsområdet har 0,23 kvadratkilometer vattenytor vilket ger det en sjöprocent på 2,8 procent. Bebyggelsen i området täcker en yta av 4,85 kvadratkilometer eller 60 procent av avrinningsområdet.